# 鹿野清次郎
鹿野 清次郎（かの/しかの せいじろう、1865年（慶應元年） - 1941年（昭和16年））は、日本の会計学者。元東京商科大学（現一橋大学）附属商学専門部教授。

## 人物・経歴
山形県山形市肴町出身。山形師範学校を経て、1893年高等商業学校（現一橋大学）卒業。同じ肴町出身の先輩に新関善八第5代山形市長がいる。大阪府師範学校教諭、京都商業学校教諭を経て、1897年新潟市立新潟商業学校長。
1899年鹿児島市立商業学校長。1902年滋賀県商業学校長。1903年母校東京高等商業学校教授に就任。星野太郎、下野直太郎らと簿記・商品学を講じた。1906年から2年間イギリス、アメリカ合衆国に留学し会計学研究に従事。
1917年には専修大学に計理科を設置し計理学研究会を設立。1920年に東京高等商業学校が大学に昇格すると東京商科大学附属商学専門部教授兼本科講師となった。1929年定年退官、専修大学教授。1931年辞職し郷里山形に帰郷。

## 計理学論争
アカウンティングの訳語を計理学とすべきと主張し東奭五郎らと論争した。太田哲三からは会計でも計理でもどちらでもいいと批判された。

## 著書
- 『高等小学商業科教授用書 上』（星野太郎と共著）大倉書店 1905年
- 『高等小学商業科教授用書 上』（星野太郎と共著）大倉書店 1906年
- 『應用商業簿記例題』（關一と共著）同文舘 1906年
- 『商業簿記例題』（關一と共著）同文舘 1907年
- 『簿記の原理及其応用』産業組合中央会 1911年
- 『計理学提要 上,下』大倉書店 1915年
- 『訂正増補 計理學提要 上』大倉書店 1925年
- 『訂正増補 計理學提要 : 監査要論 下』大倉書店 1925年